# D228 (Gers)

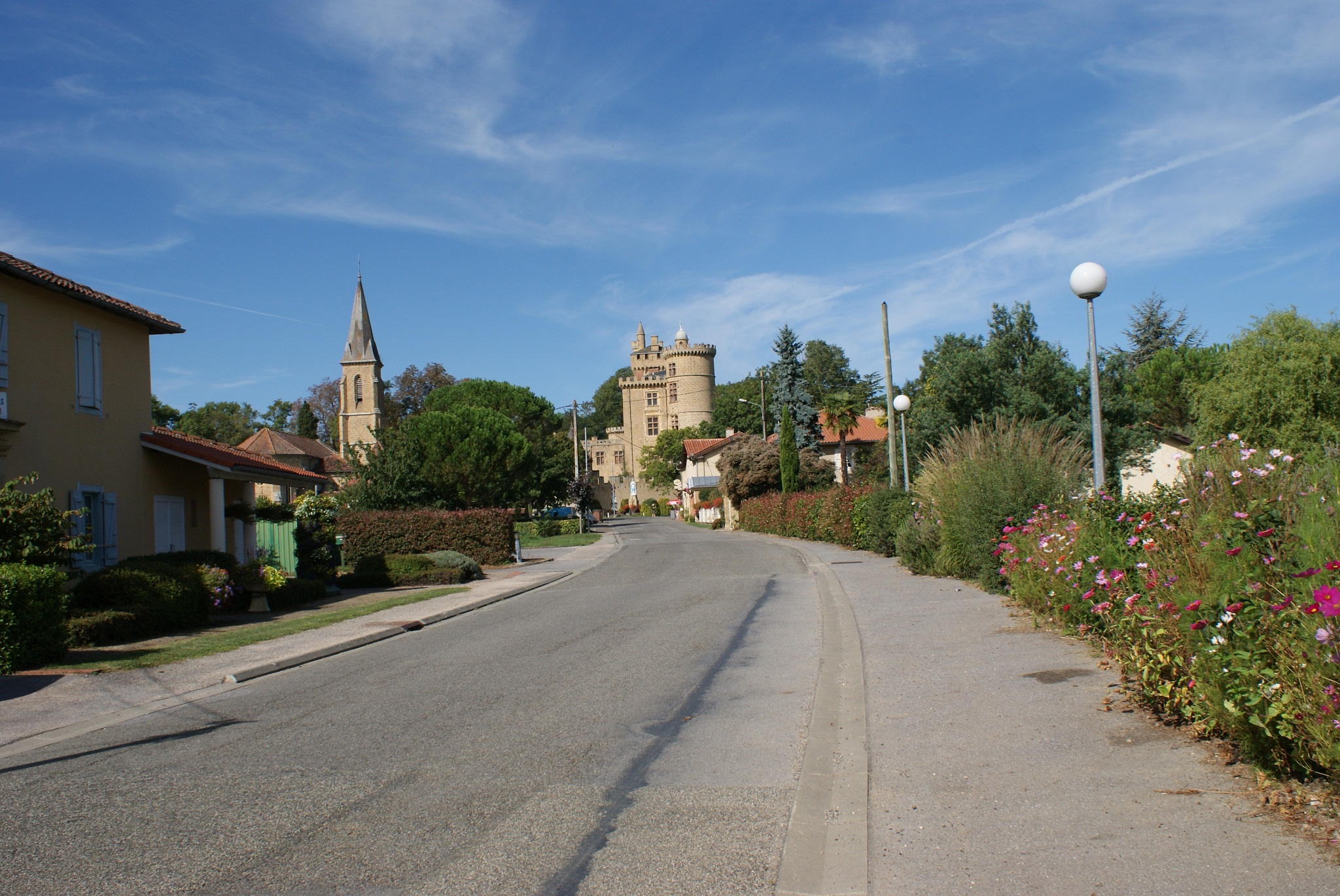
De weg in Saint-Blancard.

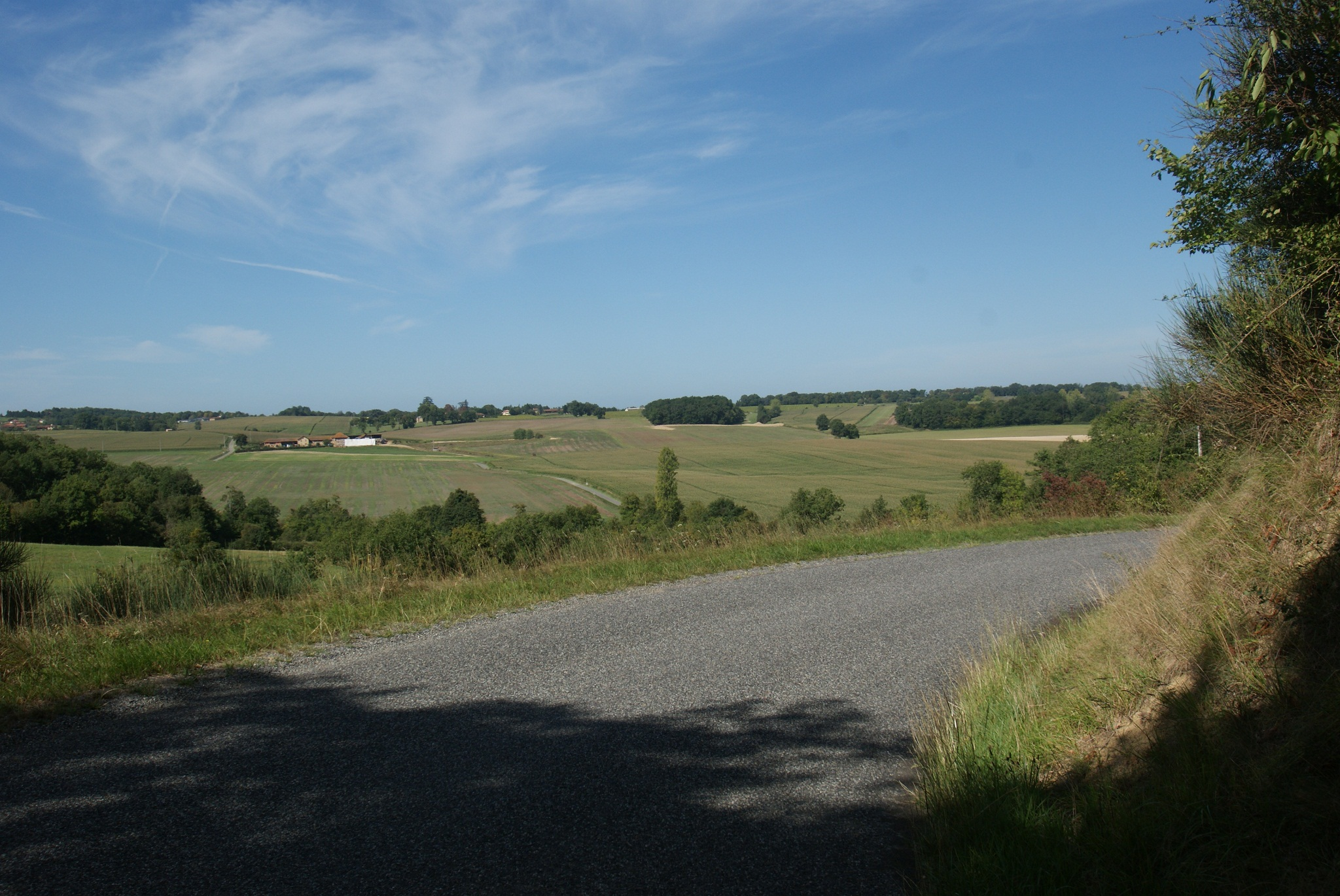
De weg richting westen na kruising met de D139.

De D228 is een departementale weg met een lengte van 23,6 km, die in het Franse departement Gers (regio Occitanie) van oost naar west loopt.

## Loop van de D228
De D228 begint in het oosten bij een brug over de rivier de Gimone, nabij het dorp Lunax. Dit is even ten noordoosten van het stuwmeer Lac de la Gimone op de grens van de departementen Gers en Haute-Garonne. Het verlengde van de D228 naar het oosten is de D41B die naar de D632 loopt. Naar het noorden begint op hetzelfde punt de D12 die naar Mauvezin gaat.
In het westen begint de D228 nabij het dorp Cuélas bij de D226 die van nabij Duffort naar Panassac loopt. De D228 gaat door geaccidenteerd terrein. Er is af en toe een haarspeldbocht.
Door de noordzuidelijke ligging van de heuvelruggen in het zuidoosten van de Gers zijn er in de oostwestelijke verbindingen vaak veel hoogteverschillen en (scherpe) bochten. De gemiddelde snelheid op die wegen zal, vooral als ze smal zijn, eerder in de buurt van 45 dan 60 km/h liggen.

## Plaatsen aan de D228
Van oost naar west zijn de plaatsen aan de D228:
| - komt van de D41B - kruist de D12 - Saint-Blancard - kruist de D576 - kruist de D139 | - kruist de Arrats de devant - kruist de D128 - Manent-Montané - kruist de Arrats - Mont-d'Astarac | - kruist de D40 - Martinous - kruist de Gers - Chélan - kruist de D929 | - Monlaur-Bernet - kruist de D150 - Ponsan-Soubiran - kruist de Baïse - kruist de D2 - Cuélas |